# Louisa (Wirginia)
Louisa – miasto w Stanach Zjednoczonych, w stanie Wirginia, w hrabstwie Louisa.